# مایکل مالونی
مایکل مالونی (انگلیسی: Michael Maloney؛ زادهٔ ۱۹ ژوئن ۱۹۵۷) یک هنرپیشه اهل بریتانیا است. وی از سال ۱۹۷۹ میلادی تاکنون مشغول فعالیت بوده‌است.
از فیلم‌ها یا برنامه‌های تلویزیونی که وی در آن نقش داشته است، می‌توان به هنری پنجم، بابل، ویکتوریای جوان، یادداشت‌هایی بر یک رسوایی، هملت (فیلم ۱۹۹۶)، هملت، حقیقتاً، دیوانه‌وار، عمیقاً، در چله سرد زمستان و سریال‌های هنری هشتم، مارگارت، آزمون سخت برای اثبات بی‌گناهی و رودخانه اشاره کرد.